# On My Way (Jennifer Lopez)
On My Way è un singolo della cantante statunitense Jennifer Lopez, pubblicato il 18 novembre 2021.

## Descrizione
Il brano è il secondo singolo estratto dalla colonna sonora della commedia musicale Marry Me - Sposami, di cui Jennifer Lopez è protagonista.

## Video musicale
Il video musicale, diretto da Santiago Salviche, è stato pubblicato sul canale YouTube di Jennifer Lopez il 3 dicembre 2021.